# Jiang Xin
Jiang Xin (chino simplificado= 蒋欣, chino tradicional: 蔣欣, pinyin: Jiǎng Xīn), también conocida como Rulu Jiang, es una actriz y cantante china.

## Biografía
Estudió en el "Henan Vocational College of Art".

## Carrera
Es miembro de la agencia "Jiang Xin Studio".   
En marzo del 2011 se unió al elenco principal de la serie Empresses in the Palace donde interpretó a Nian Shilan, la Consorte Hua, una de las concubinas del Emperador Yongzheng (Chen Jianbin). Shilan está basada en la Consorte Noble Imperial Dunsu.
En junio del 2015 se unió al elenco de la serie The Journey of Flower donde dio vida a Xia Zixun, originalmente una de las cinco inmortales, que está a cargo de las especias de la Corte Celestial, cuando Bai Zihua (Wallace Huo) no corresponde a su amor se convierte en un demonio.
En julio del mismo año se unió al elenco recurrente de la serie Hua Xu Yin: City of Desperate Love (también conocida como "The City of Devastating Love ,") donde interpretó a la guerrera Song Ning.
En noviembre del mismo año se unió ale elenco recurrente de la serie The Legend of Mi Yue donde dio vida a la Princesa Ju.
El 18 de abril del 2016 se unió al elenco principal de la serie Ode to Joy donde interpretó a Fan Shengmei, una ingeniosa ejecutiva mayor del departamento de recursos humanos que constantemente se enfrenta a extorsiones de su familia, hasta el final de la serie el 10 de junio del 2017.
El 14 de abril del 2017 se unió al elenco principal de la serie Heirs donde dio vida a Tang Ning, una mujer que lucha por recuperar la herencia que le robaron y se convierte en la asistente de Zheng Hao (Hawick Lau), un abogado especializado en derecho de sucesiones, hasta el final de la serie el 9 de mayo del mismo año.
El 15 de septiembre del mismo año se unió al elenco principal de la serie Blind Date donde interpretó a Xia Tian, una joven mujer que busca un novio para que su madre deje de molestarla y en el proceso conoce a Yang Shuo (Lu Yi), hasta el final de la serie el 10 de septiembre del mismo año. La serie es la versión china de la serie argentina "Ciega a Citas".
El 28 de octubre del mismo año se unió al elenco principal de la serie Ordinary Person Character donde dio vida a Chang Ge, hasta el final de la serie el 21 de noviembre del mismo año.
El 26 de agosto del 2019 se unió al elenco principal de la serie When We Are Together donde interpretó a Zhen Kaifang, una madre soltera con un hijo que después de 30 años, se reúne con sus dos mejores amigos, hasta el final de la serie el 22 de septiembre del mismo año.
El 24 de octubre del mismo año se unió al elenco principal de la serie The Galloped Era donde dio vida a Jin Canlan, hasta el final de la serie el 17 de noviembre del mismo año.
El 20 de marzo del 2020 se unió al elenco principal de la serie If Time Flows Back donde interpreta a Jiang Xiaomei, hasta ahora.
Ese mismo año se unirá al elenco principal de la serie Eighteen Springs (también conocida como "Half a Lifelong Romance") donde dará vida a Gu Manzhen, una asistente de fábrica y la hermana de Gu Manlu (Carina Lau), quien se enamora del ingeniero Shen Shijun (Joe Cheng).
También se unirá al elenco principal de la serie Living Toward The Sun donde interpretará a Xiong Dun.

## Filmografía

### Series de televisión
| Año             | Título                                                | Personaje                 | Notas        |
| --------------- | ----------------------------------------------------- | ------------------------- | ------------ |
| 2020 - presente | Living Toward The Sun (向阳而生)                      | Xiong Dun                 |              |
| 2020            | The Best Partner (精英律师)                           | Lin Jingwei               | (cameo)      |
| 2020 - presente | 最後的武林                                            | Teng Jifeng               |              |
| 2020 - presente | Eighteen Springs (半生緣)                             | Gu Manzhen                |              |
| 2020 - presente | If Time Flows Back (如果岁月可回头)                   | Jiang Xiaomei             |              |
| 2020            | With You (Together)                                   | Enfermera en Jefe         | 2 episodios  |
| 2019            | The Galloped Era (奔腾年代)                           | Jin Canlan                | 46 episodios |
| 2019            | When We Are Together (遇见幸福)                       | Zhen Kaifang              | 42 episodios |
| 2017            | Ordinary Person Character (凡人的品格)                | Chang Ge                  | 45 episodios |
| 2017            | Blind Date (盲约)                                     | Xia Tian "Summer"         | 48 episodios |
| 2017            | Ode to Joy 2                                          | Fan Shengmei              | 55 episodios |
| 2017            | Heirs (继承人)                                        | Tang Ning                 | 45 episodios |
| 2016            | Full House of Happiness (老爸当家)                    | Quan Wei                  | 40 episodios |
| 2016            | Happy Mitan (欢喜密探)                                | Shen Xu                   | (cameo)      |
| 2016            | The Revolver (左轮手枪)                               | Liu Xiuqin                |              |
| 2016            | Ode to Joy                                            | Fan Shengmei              | 42 episodios |
| 2016            | A Woman's Sky (女人的天空)                            | Lan Xin                   |              |
| 2016            | Keep the Marriage as Jade (守婚如玉)                  | Hua Sha                   |              |
| 2015 - 2016     | The Legend of Mi Yue                                  | Concubina Ju              |              |
| 2015            | Hua Xu Yin: City of Desperate Love (華胥引之绝爱之城) | Song Ning                 |              |
| 2015            | Grasshopper (蚂蚱)                                    | Zhao Weilan               |              |
| 2015            | The Journey of Flower                                 | Xia Zixun                 |              |
| 2014            | The Chinese Farmers (老农民)                          | Qiao Yue                  |              |
| 2014            | Spring Of The Sparrow (麻雀春天)                      | Ge Hongling               |              |
| 2014            | Our Second Child (二胎)                               | Tang Qiaofei              | 33 episodios |
| 2014            | 边城                                                  | Luo Xiaodong              |              |
| 2014            | 土楼里的女人                                          | Li Shengjin               |              |
| 2014            | Three Bosom Girls (新闺蜜时代)                        | Wang Yuan                 | 40 episodios |
| 2014            | Criminal police Li Chun Chun (女刑警李春春            | Lucy Du                   |              |
| 2012            | Fission (裂变2)                                       | Gu Xiaofeng               |              |
| 2012            | Arrows on the Bowstring (箭在弦上)                    | Xu Yihang                 | 42 episodios |
| 2012            | 知青                                                  | Li He                     |              |
| 2011            | Empresses in the Palace                               | Nian Shilan, Consorte Hua | 76 episodios |
| 2011            | Memory of Life and Death (我的燃情岁月)               | Liu Lianhua               |              |
| 2011            | Red Pagoda (紅槐花)                                   | Zheng Xiuyun              |              |
| 2009            | Oriental Casablanca (东方卡萨布兰卡)                  | Lin Na                    |              |
| 2009            | Love at Sun Moon Lake (愛在日月潭)                    | Jiang He                  |              |
| 2009            | Late Marriage (晚婚)                                  | Xiao Li                   | (cameo)      |
| 2009            | 戈壁儿女                                              | Liu Xiang                 |              |
| 2008            | Marriage Jet Lag (夫妻时差)                           | Mao Mao                   |              |
| 2008            | If There's Still A Tomorrow (如果还有明天)            | Liu Chunhong              |              |
| 2008            | Ugly Girl (丑女也疯狂)                                | Ye Zi                     | 21 episodios |
| 2007            | Metropolis Woman.Com (寻都市女人.com之阴谋与爱情演)   | Hu Ling'er                |              |
| 2006            | The Jade King (翡翠王)                                | Feng Juan                 |              |
| 2006            | Ming Dynasty (大明天下)                               | Mu Rongqiu                | 42 episodios |
| 2005            | Strange Tales of Liao Zhai (聊斋志异)                 | Espíritu Serpiente        |              |
| 2005            | Happy 7 Fairies (欢天喜地七仙女)                      | Cuarta Hada Lv'er         |              |
| 2005            | Chinese Paladin                                       | Nu Yuan / Jiang Wan       |              |
| 2005            | In Great Entanglement (危情杜鵑)                      | Lu Xiaona                 |              |
| 2004            | Dragon Stamp (龙票)                                   | Xi Mujun                  |              |
| 2004            | Undercover (卧底双绝)                                 | Xia Hong                  |              |
| 2004            | Amazing Detective Di Renjie                           | Fang Yingyu (Xiaohong)    |              |
| 2003            | Demi-Gods and Semi-Devils                             | Mu Wanqing                |              |
| 2002            | Chief of Public Security Bureau (公安局長)            | Li Fan                    |              |
| 2002            | 都是钱闹的                                            | Xiao Hong                 |              |
| 2001            | 大钦差之皇城神鹰                                      | Pang Niu                  |              |
| 2001            | Big Feet Queen Ma (大脚马皇后)                        | Qiu Ju                    |              |
| 1999            | 混世奇才庞振坤                                        | Hong Ye                   |              |
| 1997            | 伏羲女娲                                              | Shao Yan                  |              |
| 1996            | Queen Pendant (墜子皇后)                              | Qing Xiu (de joven)       |              |
| 1995            | Five Men Two Women (五男二女)                         | Quan Yue                  |              |

### Películas
| Año  | Título                   | Personaje        | Notas                          |
| ---- | ------------------------ | ---------------- | ------------------------------ |
| 2018 | Miss Puff (泡芙小姐)     | Decana           | (cameo)                        |
| 2017 | Super Teacher (麻辣学院) | Superestar Jiang | junto a Dong Lifan y Paul Chun |

### Apariciones en programas
| Año              | Programa                                           | Notas                  |
| ---------------- | -------------------------------------------------- | ---------------------- |
| 2021             | The Detectives Adventures                          | invitada               |
| 2018             | Trust in China (信中国)                            |                        |
| 2018             | 演员的诞生                                         |                        |
| 2017             | 鲁豫有约大咖一日行》第三季                         |                        |
| 2017             | Up Idol: Season 3 (我们来了第三季)                 | 12 episodios - miembro |
| 2017             | Familiar Taste Season 2 (熟悉的味道第二季)         |                        |
| 2017             | Top Funny Comedian Season 3 (欢乐喜剧人第三季)     |                        |
| 2017             | One on One (面对面)                                |                        |
| 2017             | 生活这一刻                                         |                        |
| 2017             | The Jin Xing Show (金星秀)                         |                        |
| 2012, 2015, 2016 | Happy Camp (快乐大本营)                            | 5 episodios - invitada |
| 2016             | Number One Surprise (头号惊喜)                     |                        |
| 2016             | Comedy General Mobilization (喜剧总动员)           | 5 episodios            |
| 2016             | 可凡倾听                                           | 2 episodios            |
| 2016             | Super Show (超级大首映)                            |                        |
| 2016             | 群英会                                             |                        |
| 2016             | Twenty Four Hours Season 1 (二十四小时第一季)      | 2 episodios            |
| 2015             | Hello Food (谁是你的菜)                            |                        |
| 2015             | Let's Go! Go! Go! (一起出发)                       |                        |
| 2015             | 疯狂的麦咭第三季                                   |                        |
| 2015             | Back To High School Season 1 (我去上学啦第一季)    | 4 episodios            |
| 2015             | Real Hero (真心英雄)                               |                        |
| 2015             | X-Singer (歌手是谁)                                | 2 episodios            |
| 2015             | Keep Running Season 2 (奔跑吧兄弟第二季)           | (ep. #9) - invitada    |
| 2015             | Star Reunion (明星同乐会)                          |                        |
| 2015             | Super Talk Show (超级访问)                         |                        |
| 2015             | Day Day Up (天天向上)                              | invitada               |
| 2015             | 老家                                               |                        |
| 2015             | Beijing Premiere (大戏看北京)                      |                        |
| 2012, 2013, 2014 | The Generation Show (年代秀)                       | 9 episodios            |
| 2014             | Your Face Sounds Familiar (百变大咖秀第五季)       |                        |
| 2013             | Her Village (天下女人)                             |                        |
| 2013             | Men VS Women (男左女右)                            | 2 episodios            |
| 2013             | 非常访谈                                           |                        |
| 2013             | Who's Comming? (大驾光临)                          |                        |
| 2012             | 午间道                                             |                        |
| 2012             | Very Quiet Distance (非常静距离)                   |                        |
| 2012             | Queen (我是大美人)                                 | 2 episodios            |
| 2012             | 甄嬛传首映大典                                     |                        |
| 2012             | 甄嬛传开播盛典                                     |                        |
| 2011             | 最佳现场                                           | 3 episodios            |
| 2011             | 爱秀电影                                           |                        |
| 2010             | 魅力周末                                           |                        |
| 2008             | A New Account of the Tales of the World (世说新语) |                        |

### Revistas / sesiones fotográficas
| Año  | Título                         | Notas                                           |
| ---- | ------------------------------ | ----------------------------------------------- |
| 2019 | ICON (装偶像)                  |                                                 |
| 2017 | Car (座驾 )                    |                                                 |
| 2017 | CHIC (小资)                    |                                                 |
| 2017 | 精品购物指南                   |                                                 |
| 2016 | ELLE (世界时装之苑)            | junto a Liu Tao, Wang Ziwen, Yang Zi y Qiao Xin |
| 2016 | Marie Claire Beauty (嘉人美妆) |                                                 |
| 2016 | 优家画报                       |                                                 |
| 2015 | BRIDES (新娘)                  |                                                 |
| 2014 | THEONE (壹号)                  |                                                 |
| 2014 | 健康与美容                     |                                                 |
| 2013 | 新娘                           |                                                 |
| 2013 | 优家画报                       |                                                 |

### Eventos
| Año  | Título                                                            | Notas                                           |
| ---- | ----------------------------------------------------------------- | ----------------------------------------------- |
| 2017 | 2017 CCTV Spring Festival Gala (2017年中央电视台春节联欢晚会)     | junto a Liu Tao, Wang Ziwen, Yang Zi y Qiao Xin |
| 2016 | 山东卫视 - 2016中秋晚会                                           |                                                 |
| 2016 | 2016 CCTV Spring Festival Gala (2016年中国中央电视台春节联欢晚会) |                                                 |
| 2014 | 启航2014                                                          |                                                 |
| 2013 | 2013东方卫视蛇年春晚                                              |                                                 |
| 2013 | 超级巨星红白艺能大赏                                              |                                                 |

## Discografía

### Singles
| Año  | Canción                                                    | Álbum                     | Notas                                           |
| ---- | ---------------------------------------------------------- | ------------------------- | ----------------------------------------------- |
| 2017 | "One Person's Summer" (一个人的夏天)                       | OST de "Blind Date"       |                                                 |
| 2017 | "You're an Idol" (你是偶像)                                | OST de "Up Idol Season 3" | junto al elenco                                 |
| 2017 | "Not Afraid to be Alone" (不怕一个人)                      | OST de "Ode to Joy 2"     |                                                 |
| 2017 | "Us" (我们)                                                | OST de "Ode to Joy 2"     | junto a Liu Tao, Wang Ziwen, Yang Zi y Qiao Xin |
| 2017 | "Love is Clear" (明明爱)                                   | OST de "Heir"             | junto a Hawick Lau                              |
| 2016 | "Cinderella" (灰姑娘)                                      | OST de "Ode to Joy"       |                                                 |
| 2016 | "There Will Be Happiness Waiting for You" (总有幸福在等你) | OST de "Ode to Joy"       | junto a Liu Tao, Wang Ziwen, Yang Zi y Qiao Xin |

## Premios y nominaciones
| Año  | Categoría                                                            | Premio                                                       | Trabajo                             | Resultado |
| ---- | -------------------------------------------------------------------- | ------------------------------------------------------------ | ----------------------------------- | --------- |
| 2018 | Outstanding Actress                                                  | 31st Flying Apsaras Award                                    | Ode to Joy                          | Nominada  |
| 2017 | Best Actress                                                         | 23rd Shanghai Television Festival                            | Ode to Joy                          | Nominada  |
| 2017 | Best Actress (Contemporary)                                          | 22nd Huading Award                                           | Ode to Joy                          | Nominada  |
| 2017 | Best Collaboration (junto a Liu Tao, Wang Ziwen, Yang Zi y Qiao Xin) | 2nd China Television Drama Quality Ceremony                  | Ode to Joy                          | Ganaron   |
| 2016 | Top Ten Actors                                                       | 11th National Top-Notch Television Production Award Ceremony | The Journey of Flower               | Ganó      |
| 2016 | Top Ten Actors                                                       | 11th National Top-Notch Television Production Award Ceremony | Ode to Joy                          | Ganó      |
| 2016 | Best Actress (Ancient Drama)                                         | 19th Huading Award                                           | Hua Xu Yin : City of Desperate Love | Ganó      |
| 2015 | Best Supporting Actress                                              | 21st Shanghai Television Festival                            | The Chinese Farmers                 | Nominada  |
| 2013 | Outstanding Supporting Actress                                       | China TV Director Committee Awards                           | Empresses in the Palace             | Ganó      |
| 2012 | Best Supporting Actress                                              | 4th China TV Drama Award                                     | Empresses in the Palace             | Ganó      |
| 2012 | Best Supporting Actress                                              | 2nd Sohu TV Drama Award                                      | Empresses in the Palace             | Ganó      |